# Геомембрана

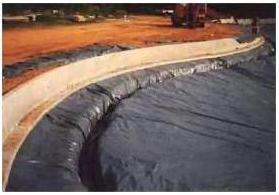
Укладка на плоской поверхности

Геомембрана — геосинтетик, изолирующий материал, применяющийся в строительстве для гидроизоляции. Выделяют два основных вида геомембраны из полиэтилена высокого давления и низкой плотности (ПВД, англ. LDPE) и полиэтилена низкого давления и высокой плотности (ПНД, англ. HDPE). В состав геомембраны также входят специальные стабилизирующие добавки для повышения стойкость геомембраны к химическим веществам и УФ - излучению. Самый распространённый стабилизатор - технический углерод (сажа) до 3%.
Перечень стандартов РФ, регламентирующих производство геомембран: ГОСТ Р 56586-2015, ГОСТ 16337-77, ГОСТ 16338-85,ТУ–2246-001-30794641-2012.
В России первое производство геомембраны основано Вохомским А.С. 

## Полиэтилен низкого давления
Обладает высокой степенью эластичности, что значительно облегчает процесс монтажа даже на сложных участках объектов, кроме того, его эластичность повышает прочность на разрыв при его растяжении.
Выпускается шириной рулона от 1,4 до 7 метров и толщиной от 0,5 до 6 мм

## Полиэтилен высокого давления
Не обладает высокой степенью эластичности, но благодаря своей жесткости имеет большую устойчивость к местным повреждениям.
Геомембраны из полиэтилена ПНД (HDPE) имеют толщину от 0,5 до 6 мм, поставляются рулонами различной ширины. Ассортимент продукции позволяет подобрать оптимальный вариант в соответствие с требованиями проектировщиков.

## Битум-содержащие мембраны
Также встречаются битум-содержащие мембраны (GSB), полимеры (PVC, PIB, ECB, CPE и др.) и эластомеры (EPDM, Butil, Hypalon и др.)
Геомембрана из синтетического каучука EPDM имеет химический состав: этилен-пропилен-диен-мономер, смешанный с углеродом, модифицированными маслами, вулканизирующие и производственные добавки. EPDM бывают однослойные и многослойные. От остальных типов мембран отличаются более низкой ценой и более высокой эластичностью, до 425 %, тогда как у лучших типов ПВХ-мембран этот показатель не превышает 200 %.
Из-за высокой эластичности и водонепроницаемости EPDM-мембраны используют в качестве гидроизоляционного материала для создания водоемов, каналов, тоннелей, полигонов ТБО, навозохранилищ, в строительстве для гидроизоляции крыш и фундаментов.
Недостатки EPDM-мембран:
- низкая устойчивость к химикатам;
- высокая чувствительность к огрехам при установке;
- требует нескольких дней отстаивания перед переходом к другим фазам строительства;
- низкая ремонтопригодность;
- узкая специализация применения.

Материал, как правило поставляется в рулонах. Ширина стандартного рулона 2—12 метров, длина 2—150 метров, толщина 0,65—6,0 мм, рабочий температурный диапазон — –60…+100 °C.